# Audomarois
L’Audomarois est une « région naturelle » des Flandres, autrefois principalement maraîchère, située dans le département du Pas-de-Calais. Comme son nom le rappelle, il est centré autour de la ville de Saint-Omer et du marais audomarois.
Étymologiquement, « Audomarois » désigne aussi bien les habitants de la ville de Saint-Omer que ceux du marais audomarois. En 638, le roi Dagobert Ier décide de christianiser le nord de son royaume et confie cette mission à quatre moines : Omer, Bertin, Mommelin et Ebertram. Audomar (forme ancienne d'Omer) devient évêque de Thérouanne.

## Localisation

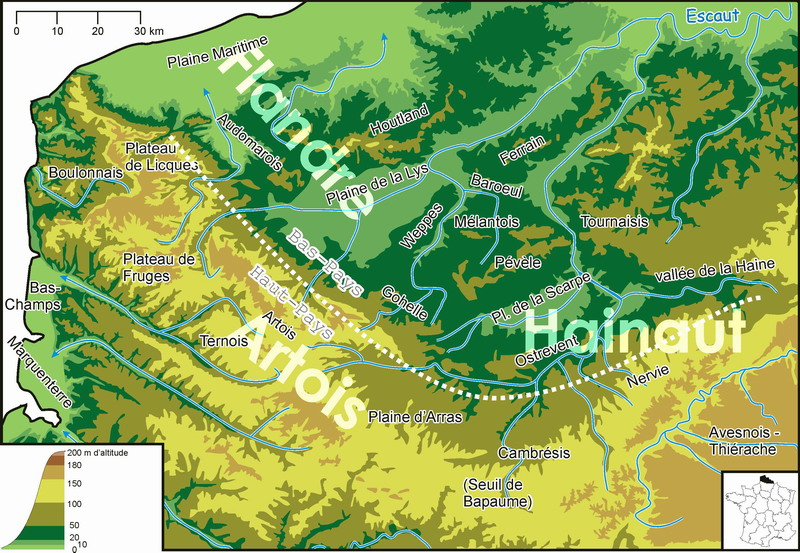
Localisation de l'Audomarois parmi les régions naturelles du Nord-Pas-de-Calais.

L'Audomarois, à cheval entre les départements du Nord et du Pas-de-Calais, est inclus dans l'arrondissement de Saint-Omer. Il est également en grande partie dans le périmètre du parc naturel régional des Caps et Marais d'Opale.
Les régions limitrophes sont, du côté de la Flandre le Blootland (Dunkerque) au nord, le Houtland à l'est, le Calaisis au nord-ouest, et la plaine de la Lys au sud-est, et du côté de l'Artois le plateau de Licques et le Boulonnais à l'ouest, et le plateau de Fruges au sud-ouest.

## Données physiques

### Géologie et géomorphologie

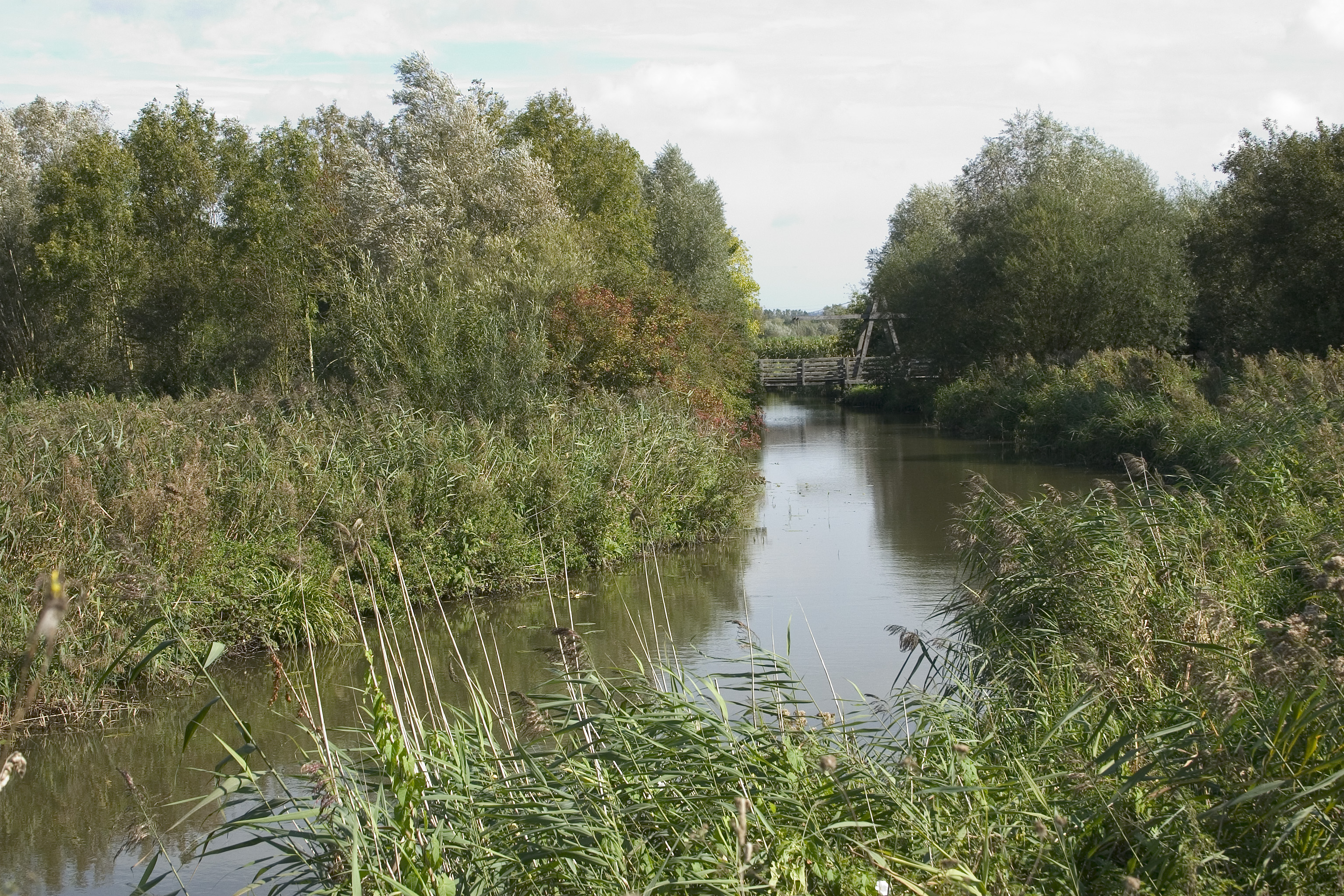
La réserve naturelle nationale des étangs du Romelaëre.

L'Audomarois est situé en région basse de la pré-plaine maritime flamande. Le Calaisis et le Blootland au nord, la plaine de la Lys au sud, la Flandre intérieure ou Houtland à l'est, et le plateau de Licques à l'ouest délimitent la région naturelle de l'Audomarois.
La vallée de l'Aa marque le paysage, ainsi que le canal de Neufossé qui relie la Lys à L'Aa depuis 1753 et sert de séparation avec la Flandre. À l'origine, le marais Audomarois était une dépression de Clairmarais, près de Saint-Omer, et serait une ébauche de boutonnière excavée dans l'argile yprésienne, à cause de la tectonique de blocs.
Le marais Audomarois est entouré à l'ouest par les collines du Haut-Pays de l'Artois, et à l'est par la chaîne des monts de Flandre et par la Flandre « boisée » à l'intérieur (Houtland). Les coteaux des collines sont occupés par des pelouses calcaires près d'Helfaut.

### Réseau hydrographique et ressources en eau

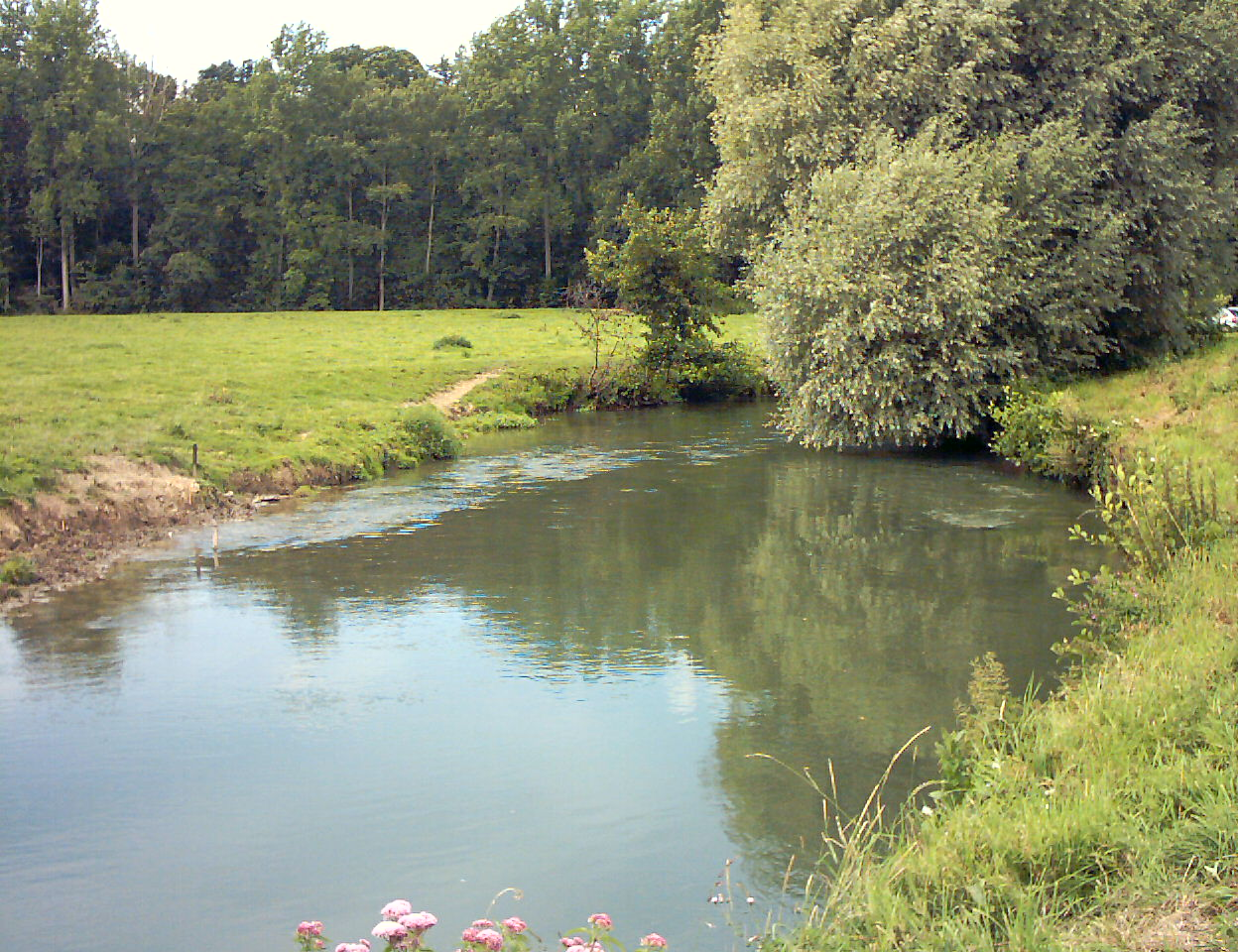
Un des bras de l'Aa à Arques (Basse-Meldyck).

Sur une superficie de 660 km2, l'Audomarois comprend 90 km de « cours d’eau principaux ». Leur exutoire final est la mer du nord, via le réseau des wateringues et le milieu semi-naturel remarquable des étangs du Romelaëre qui abrite la Réserve naturelle nationale des étangs du Romelaëre. L'Audomarois est principalement irrigué et drainé par l'Aa, fleuve côtier qui se jette dans la mer du Nord à Gravelines.
Le port de Gravelines constituait au Moyen Âge l'avant-port de Saint-Omer (ville qui fut elle-même portuaire lors de l'élévation marine de la période carolingienne).
L'Audomarois abrite des ressources en eau utilisées bien au-delà de l'Audomarois lui-même. il bénéficie d'eaux superficielles (masse d'eau continentale) et de deux nappes, dont l'une exploitable et exploitée ; la masse d'eau souterraine de la craie (Code 1001), l'autre étant la masse d'eau souterraine du sable tertiaire (code 1014)
Évaluation qualitative et quantitative des eaux (état 2008) :
- Aa canalisée : En 2008, les évaluations[3] de l'Aa canalisée (de la confluence avec le canal de Neufossé à la confluence avec le canal de la Haute Colme ont conclu à un potentiel écologique  médiocre, en raison notamment d'un mauvais état biologique, d'un état physico-chimique médiocre, et d'une « masse d’eau fortement modifiée et artificielle ». Une présence importante de HAP a conduit à provisoirement classer cette section en mauvais état chimique. Au point que le comité de bassin a proposé de repousser l'atteinte de l'objectif de « bon état écologique » à 2021 (au lieu de 2015) Diverses mesures sont proposées pour atteindre cet objectif[4].
- Aa-rivière et masse d'eau associée (de la nappe de la craie ; code AR02) : l'état écologique a été en 2008 jugé bon, de même que l'état biologique et physico-chimique. mais le contexte hydromorphologique doit être amélioré (renaturation des berges et des fonds sur au moins 56 km) pour « conforter le bon état écologique ». Son état chimique et jugé mauvais en raison de la présence excessive de HAP, probablement d'origine industrielle. Des mesures d'amélioration de l'assainissement domestique sont également proposées.
- Le Romelaëre est considéré comme ayant un bon potentiel écologique et en bon état biologique et physico-chimique.
- Les eaux souterraines (code 1001 Craie de l’Audomarois) ne sont pas considérées comme surexploitées mais leur état qualitatif est classé « pas bon » par l'état des lieux 2008. Des Mesures contre les pollutions diffuses visant notamment le phosphore, les nitrates, et les pesticides sont proposées (Techniques culturales alternatives, dont concernant les herbicides de synthèse, acquisition pour échange ou renaturation dans les zones très vulnérables, lutte contre l’érosion dont en restaurant l'humus et par un couvert herbacé sur les zones de menace pour les nappes, restauration d'un réseau de haies et talus perpendiculaires aux pentes, protection et restauration de zones humides…), mais étant donné les délais de renouvellement de la nappe et l'ampleur des mesures à prendre, le comité de bassin a demandé une dérogation à l'Europe en proposant de repousser l'atteinte du « bon état qualitatif » à 2027 au lieu de 2015.

## Données humaines et économie traditionnelle

### Histoire
L'Audomarois est intimement lié à l'histoire de la ville de Saint-Omer et du marais voisin (environ 3 700 hectares de zones humides en 2010, relique d'un immense marais drainé par 160 km de « watergangs » depuis le haut Moyen Âge).
Cette région se développe au haut Moyen Âge en pendant à Thérouanne, autour de quelques grandes abbayes et carrefours marchands.

La ville s'établit et se fortifie au XIIe siècle. Elle perd de son importance commerciale au XVIIe siècle, mais reste un centre militaire et religieux important.

Comme une grande partie de la région, l'Audomarois a connu les vicissitudes de nombreux conflits, de la période galloromaine jusqu'à la Seconde Guerre mondiale. Il en garde de nombreuses traces dont deux imposants blockhaus (Coupole d'Helfaut et Blockhaus d'Éperlecques devenus lieux de mémoire et de culture).

L'industrie relance la démographie audomaroise au XIXe siècle (filatures, papeteries...) puis au XXe siècle malgré une importante émigration vers le proche bassin minier. La société rurale devient alors plus ouvrière. Dans l'après-guerre, Les usines se reconstruisent rapidement dans la vallée de l'Aa, et sur les bords du Canal de Noeufossé, une industrie prend un essor qu'elle conservera jusqu'à la fin du XXe siècle : c'est la Verrerie-cristallerie d'Arques qui devenue Arc International fera travailler directement et indirectement jusqu'à plus de 10 000 personnes dans l'Audomarois, causant une mutation spatiale et paysagère de l'Audomarois, avec une forte périurbanisation, soutenue par une intercommunalité précoce (dès 1962) et industrialisation marquée (téléphonie, textile, fonderie, papeteries...) et la création de nombreux lotissements, zones industrielles, ZUP (Fort-Maillebois, Saint-Martin au Laert, Arques...) et routes, dans tout l'audomarois.
Saint-Omer ville « finie », contrainte par le marais d'un côté et les reliefs des plateaux siliceux de Longuenesse et d'Helfaut de l'autre doit alors mettre en place une politique de requalification et restructuration urbaine, accompagnée de création d'un urbanisme neuf à sa périphérie, et dans une constellation de villages distants, dans le cadre du SDAU de 1972, peu avant la création d'une Agence d'urbanisme (pour le District de Saint-Orner, en 1974 à l'initiative du maire de Saint-Orner et président du District.
Le SDAU prône une requalification urbaine fondée sur une politique volontariste de restauration immobilière et de reconstruction liée à la résorption de l'habitat insalubre à Saint-Orner, mais aussi la construction ex nihilo d'un urbanisme commercial et d'un centre d'agglomération hors-les-murs ainsi qu'une « jointure » urbaine entre Saint-Omer et Arques. De nouvelles routes sont régulièrement construites ou élargies (rocade, voie nouvelle de la vallée de l'Aa (VNVA), voies expresses Saint-Omer-Dunkerque et Boulogne-Saint-Orner, desserte par l'autoroute A26, aménagements entre Saint-Omer et Lille. Ces travaux améliorant les accès, mais avec peu de mesures compensatoires pour l'environnement, aggravant la fragmentation écologique des paysages alors que depuis les années 1980 surtout, la DRIRE et l'Agence de l'eau pointent peu à peu quelques sources et séquelles de pollutions graves (métaux lourds notamment).

Jusque dans les années 1990, le taux de chômage du bassin de Saint-Omer est sous la moyenne régionale et départementale, mais les emplois sont souvent peu qualifiés. « La période faste de l'accession sociale en neuf en périphérie qui a marqué la fin des années 70 » et le chômage progresse alors que l'activité industrielle décline à partir de la fin des « Trente Glorieuses ». La démographie diminue alors dans Saint-Omer centre au profit des villages et hameaux périphériques, et se stabilise globalement à partir de 1975 environ dans l'Audomarois. Des OPAH améliore l'habitat, et une grande partie de la population peut continuer à travailler dans la ville ou à proximité. Faute de transports en commun, la ville est fréquemment engorgée par le trafic automobile, et les clients s'orientent vers les grands supermarchés, bien connectés au nouveau réseau routier. Les hypermarchés se sont étendus en rendant vulnérable le commerce de centre-ville, malgré les efforts des défenseurs du commerce traditionnel dont la CCI (après qu'ils eurent promu la grande distribution). Un nouveau projet d'agglomération est mis en place à Saint-Omer, notamment financée par les CPER (contrat de plan État-Région), dans le cadre de la décentralisation. Il met à plat les stratégies de développement et d'aménagement, en s'appuyant sur un « dossier ville moyenne », un « programme de référence », la culture (deux musées de qualité à Saint-Omer et un classement « Ville d'art et d'histoire ») ainsi que sur une opération « cœur de pays » ; tout en poursuivant le développement routier et en créant un port fluvial sur le Canal de Noeufossé (à Arques), et en amenant le TGV (forme TER-GV) à Saint-Omer. Le nouveau Schéma Directeur intègre mieux l'environnement.
L'aménagement du territoire est piloté par le SMEP qui met en œuvre le Schéma Directeur avec les 85 communes du bassin d'emploi et le SMCO (Syndicat Mixte de la Côte d'Opale) qui associe les grandes agglomérations du littoral Nord-Pas-de-Calais et « défend des dossiers d'intérêt régional ».

En matière de formation universitaire, un IUT est créé en 1992, en plus d'établissements universitaires privés installés en 1990.
En 2010, le pôle urbain de l'aire urbaine (60 % environ de la population) s’articule autour de quelques petites villes autour de la Ville-Centre de Saint-Omer (15 000 habitants). L'audomarois dispose de peu de petits espaces verts de proximité, mais bénéficie de la présence proche du marais et de la forêt domaniale de Rihoult-Clairmarais (encore peu accessibles par les transports en commun).

Alors que depuis les années 1970, l'agriculture intensive, le recul du bocage et de l'enherbement, corrélativement à l'aggravation de l'imperméabilisation par l'urbanisation et les routes ont accru la fréquence, la force et la rapidité des inondations, l'eau prend une importance écologique plus marquée avec l'installation de stations d'épuration urbaines et industrielles le long de l'Aa et avec la création du contrat de rivière puis SAGE de l'Audomarois. À partir des années 1990, quelques réserves naturelles ou zones protégées sont créées (sur le Plateau d'Helfaut, des coteaux calcaires, et dans le marais alors que le parc naturel régional de l'Audomarois fusionne avec celui du Boulonnais pour donner le Parc naturel régional des Caps et Marais d'Opale. En 2010, un projet d'écoquartier nait à Clairmarais entre la forêt et le marais.
L’Audomarois en tant que territoire ne doit pas être confondu avec le pays de Saint-Omer (plus large et plus récent puisque officiellement créé en 2004 par le regroupement volontaire de 5 intercommunalités, soit 82 communes), et qui est le périmètre d’un SCOT.

### Culture, langue et traditions
- Peintres de l'Audomarois :
  - François-Nicolas Chifflart (1825-?), peintre et dessinateur
- Écrivains :
  - Germaine Acremant (1889-1986)
- Musiciens :
  - Jehan Titelouze (1563 ca -1633), musicien, considéré comme le père de la musique d'orgue française.
  - Pierre Dupont (1888-1969), flûtiste, chef de musique de l'orchestre de la garde républicaine, chef de l'harmonie des mines de Courrières, vice-président de la SACEM.
- Scientifiques :
  - Joseph Liouville (1809-1882), mathématicien
  - Joseph Bienaimé Caventou, (1795-1887), pharmacien chimiste, codécouvreur de la quinine.
- Langue :

On y parle le picard sur la rive gauche de l'Aa, tandis que la rive droite a longtemps parlé flamand occidental (quartiers de Lysel et du Haut-Pont de Saint-Omer).
- Traditions :
  - le pèlerinage du 15 août à la grotte « Notre-Dame de Lourdes », à Clairmarais, attire chaque année plus de 50 000 visiteurs[8]. La grotte, en ciment, fut construite en 1935 par un père assomptionniste[9].
  - le cortège nautique du Haut-Pont, soutenu par le Parc naturel régional, est un cortège d'embarcations à fond plat sur l'Aa canalisé, entre Saint-Omer et Clairmarais. Les bateaux sont équipés de structure évoquant des scènes ou des personnages comme Marie Grouette, et sont décorés de milliers de fleurs en crépons.

### Terroirs et productions

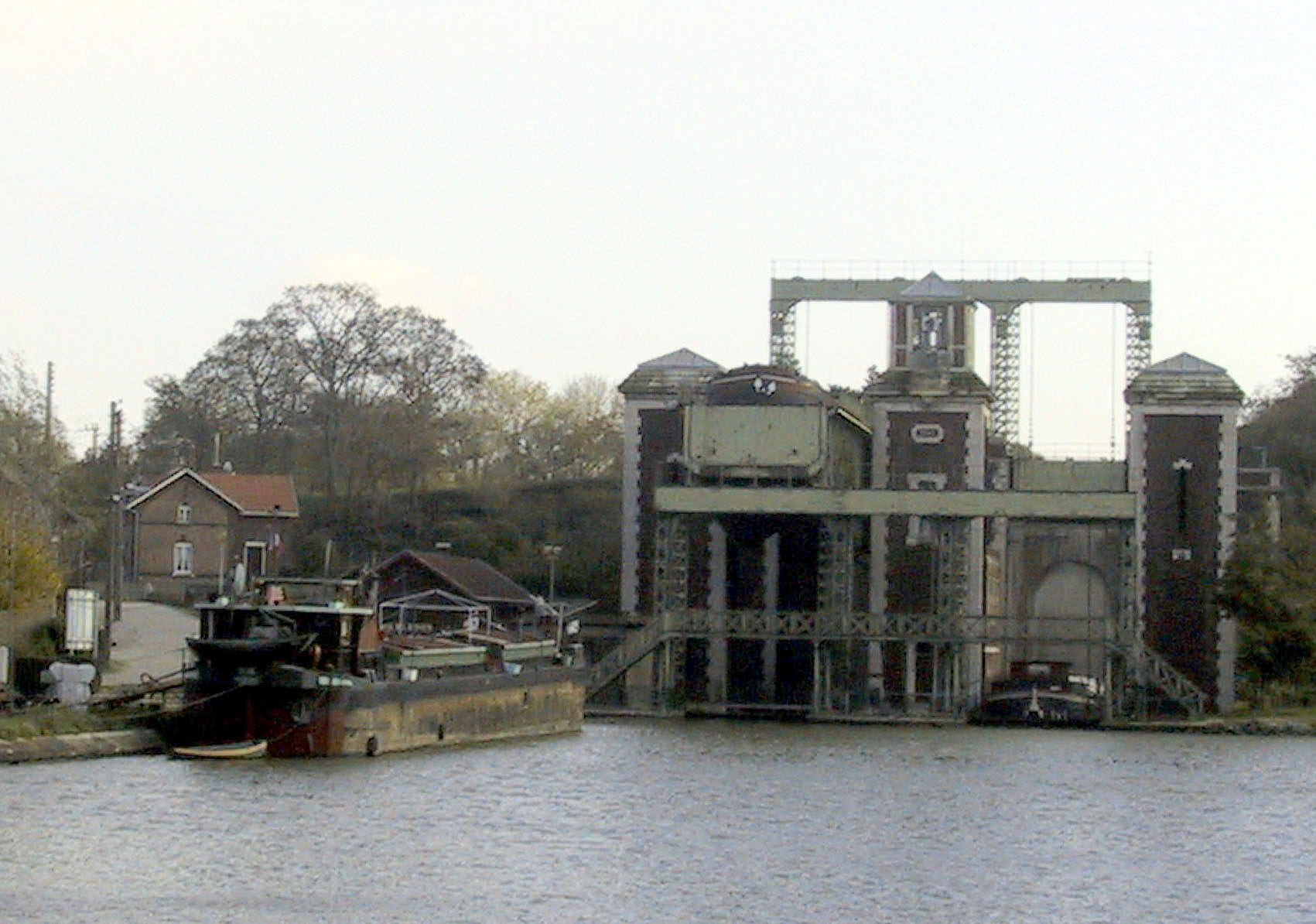
L'ascenseur à bateaux des Fontinettes.

Les ressources géologiques ont permis le développement d'activités déjà anciennes : cimenterie, fours à chaux, extraction de la tourbe dans le marais, extraction de l'argile pour la fabrication de tuiles.

### Paysages et architecture traditionnelle
L'Audomarois est un pays relativement plat de marais ou anciens marais, reliques de forêts et d’habitat dispersé, entouré de quelques plateaux (plateau d'Helfaut, plateau de Longuenesse séparés par la vallée de l'Aa).
Dans le marais, les petites maisons de maraîchers et les canaux ou watergangs sont typiques du paysage local. Les moulins ont aussi joué un rôle important dans l'assèchement des marécages.
L'Audomarois est l'une des entités paysagères retenus par l'Atlas régional des paysages de 2008

### Animaux et végétaux associés aux terroirs

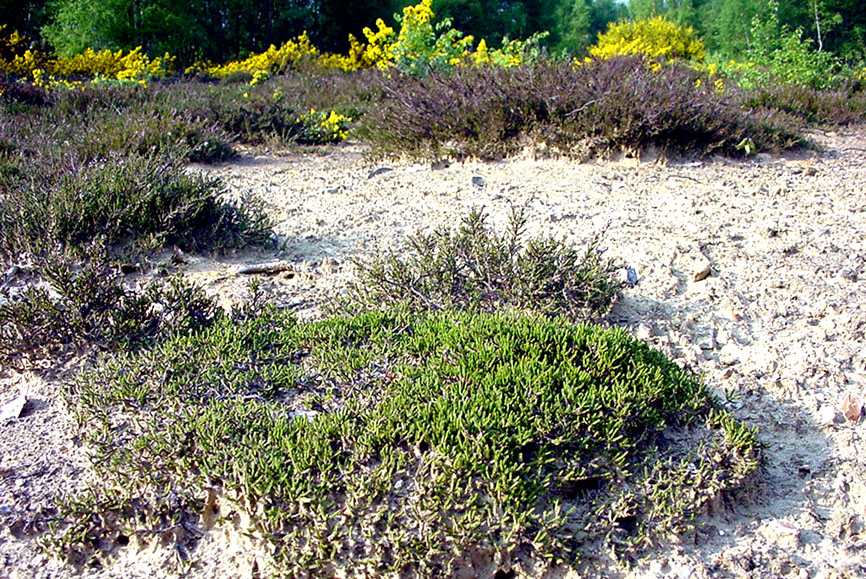
La réserve naturelle des Landes d'Helfaut.

On peut distinguer les productions maraichères de la faune et de la flore locale.
L'Audomarois est le premier marais maraicher de France, avec la culture du chou-fleur, du chicon (endive), de la carotte de Tilques, de la pomme de terre, de la courgette mais aussi plantes aromatiques, de pommes, poires, prunes, fruits rouges…
L'Audomarois présente des milieux variés, avec une grande diversité d'oiseaux, d'insectes, de chauves-souris...
- Le marais, composé de zones humides, est un milieu de vie pour de nombreuses espèces, comme le rare blongios nain, emblème du parc naturel régional.
- Les Landes d'Helfaut présentent des milieux calcaires.

### Gastronomie

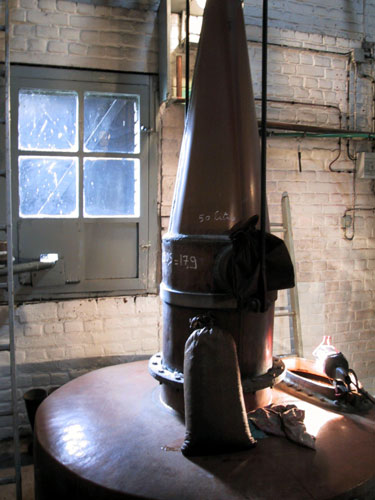
Le genièvre de Houlle.

- Genièvre de Houlle
- Bière de Saint-Omer

## Évolutions récentes
Avec la disparition progressive des maraîchers qui avaient une fonction d'entretien du paysage du marais, le marais Audomarois voit son aspect se banaliser, avec l'introduction de cultures céréalières et le comblement des fossés. La création de la Réserve naturelle nationale des étangs du Romelaëre permet de mieux préserver la flore et la faune typique du marais.
Le phénomène de périurbanisation de l'agglomération de Saint-Omer jusqu'à Éperlecques, aggrave le « mitage » de l'habitat dans l'Audomarois.

## Sites

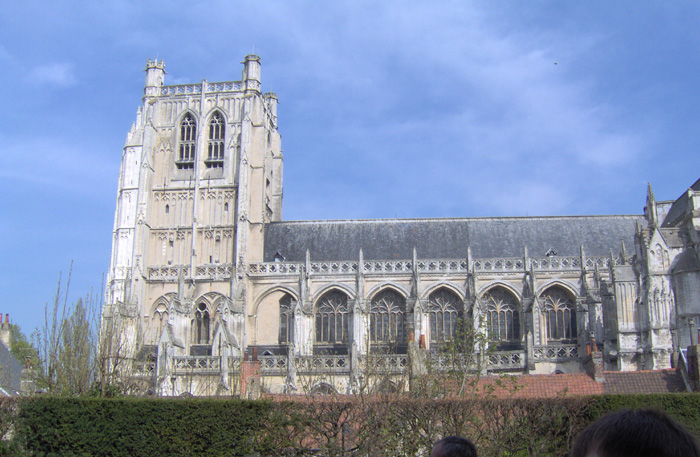
La cathédrale Notre-Dame de Saint-Omer.

- Réserve naturelle nationale des étangs du Romelaëre
- Marais Audomarois
- Verrerie Cristallerie d'Arques - Arc International
- Ascenseur à bateaux des Fontinettes
- Blockhaus d'Éperlecques
- Vallée de l'Aa
- Coupole d'Helfaut
- Réserve naturelle des Landes d'Helfaut
- Cathédrale Notre-Dame de Saint-Omer

## Notes et références

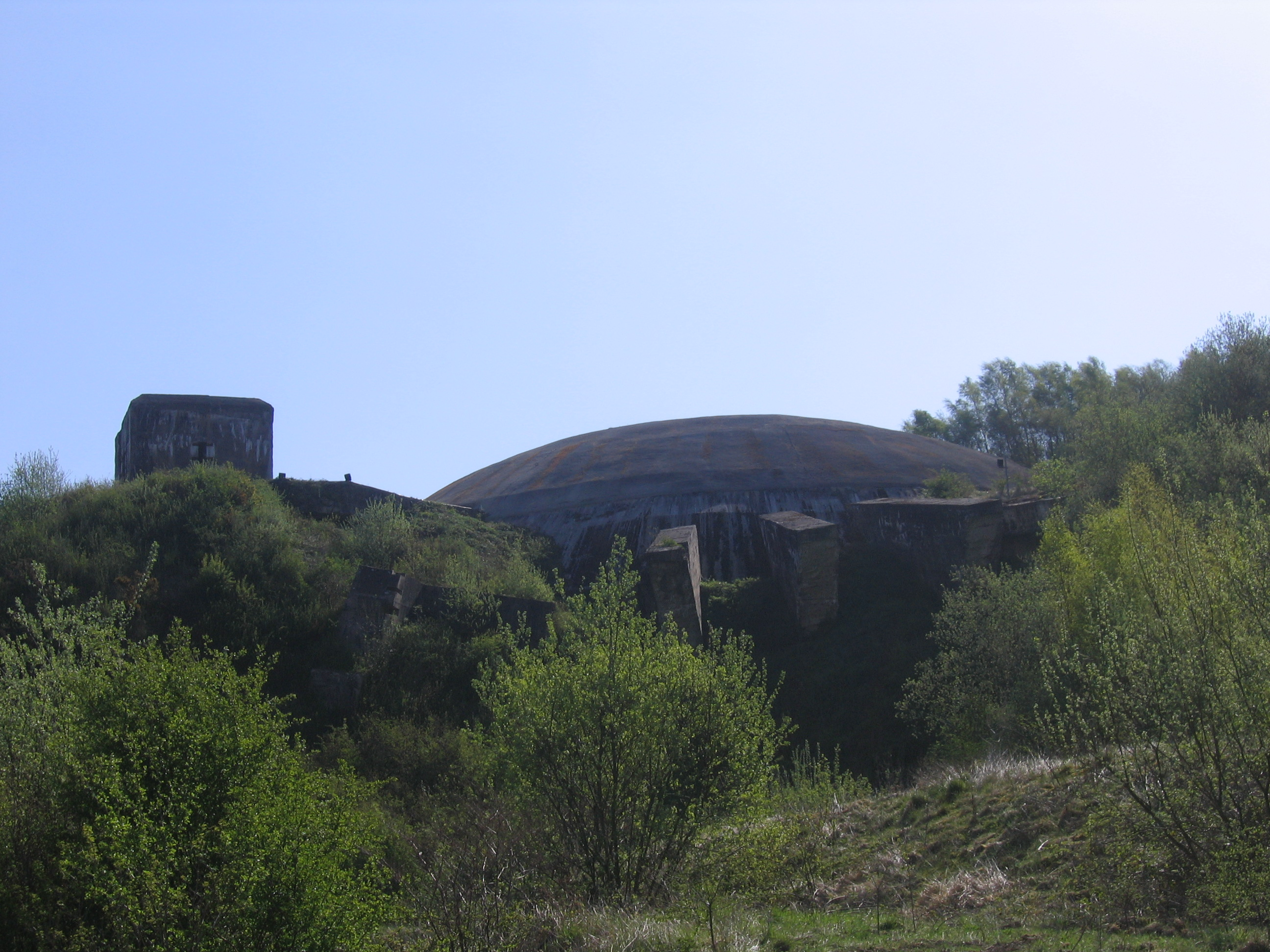
La Coupole d'Helfaut.